# Refractor Engine
Refractor Engine er en spilmotor der blev designet af det svenske studio Refractor Games fra Stockholm, første gang udviklet til computerspillet Codename Eagle, der blev udgivet i november 1999. Siden dengang, blev Refraction Games opkøbt af Digital Illusions CE, og sammen med Refractor holdet, designede de Refrector 2 Engine  til Battefield serien.

## Spil der benytter Refractor Engine
- Codename Eagle
- Battlefield 1942
- Battlefield Vietnam
- Rallisport Challenge

## Spil der benytter Refractor 2 Engine
- Battlefield 2
- Battlefield 2142
- Battlefield Heroes
- Battlefield Play4Free